# Der Mechanismus
Der Mechanismus (Originaltitel: O Mecanismo) ist eine brasilianische Dramaserie von Regisseur José Padilha, welche die Ermittlungen um einen milliardenschweren Korruptionsskandal unter Beteiligung von Regierung und Bauunternehmen nachzeichnet. Sie feierte im März 2018 beim Streaminganbieter Netflix Premiere. Die Affäre ist auch unter dem Namen „Operation Lava Jato“ (‚Operation Autowäsche‘) bekannt.

## Handlung
Im Mittelpunkt der Serie stehen der brasilianische Bundespolizist Marco Ruffo (Selton Mello) sowie seine Partnerin Verena Cardoni (Carol Abras). Im Zuge von Ermittlungen stoßen Ruffo und Cardoni auf ein gigantisches Geldwäsche-Netzwerk, das durch Roberto Ibrahim (Enrique Diaz) betrieben wird. Die Ermittlungen werfen bald nicht nur den unter einer bipolaren Störung leidenden Ruffo und dessen Familienleben aus der Bahn, sondern nehmen durch die Beteiligung der Regierung schnell eine politische Dimension an, die das gesamte Land erschüttert.

## Ähnlichkeiten zur Wirklichkeit
Zu Beginn jeder Folge wird darauf hingewiesen, dass die Handlung auf realen Ereignissen beruhe, Figuren und Handlungen jedoch geändert worden seien. Beobachter sehen folgende Übereinstimmungen:
| Figur/Unternehmen                            | Beschreibung                           | Schauspieler          |
| -------------------------------------------- | -------------------------------------- | --------------------- |
| Petrobrasil                                  | Petrobras                              |                       |
| Constructor OSA                              | OAS Group                              |                       |
| Constructor Miller & Brecht                  | Grupo Odebrecht                        |                       |
| Bueno Engenharia                             | Galvão Engenharia                      |                       |
| Banco Brasileiro                             | Banco do Brasil                        |                       |
| Banco do Estado                              | Banco Banestado                        |                       |
| Partido Operário (PO)                        | Partido dos Trabalhadores (PT)         |                       |
| Polícia Federativa                           | Polícia Federal (Bundespolizei)        |                       |
| Interpolice                                  | Interpol                               |                       |
| Procuradoria-Geral Republicana               | Procuradoria-Geral da República (PGR)  |                       |
| Ministério Federal Público                   | Ministério Público Federal (MPF)       |                       |
| Presídio Estadual de Jaraguara               | Complexo Penitenciário de Piraquara II |                       |
| Revista Leia                                 | Veja                                   |                       |
| Roberto Ibrahim                              | Alberto Youssef                        | Enrique Diaz          |
| Richter Paulo Rigo                           | Richter Sérgio Moro                    | Otto Jr.              |
| Ex-Präsident João Higino                     | Ex-Präsident Luiz Inácio Lula da Silva | Arthur Kohl           |
| Präsidentin Janete Ruscov                    | Präsidentin Dilma Rousseff             | Sura Berditchevsky    |
| Senator Lúcio Lemes                          | Senator Aécio Neves                    | Michel Bercovitch     |
| Vize-Präsident Samuel Thames                 | Vize-Präsident Michel Temer            | Tonio Carvalho        |
| Mario Garcez Brito                           | Márcio Thomaz Bastos                   | Pietro Mário          |
| João Pedro Rangel (Pepê)                     | Paulo Roberto Costa                    | Leonardo Medeiros     |
| Ricardo Brecht                               | Marcelo Odebrecht                      | Emílio Orciollo Netto |
| Lorival Bueno (OSA CEO)                      | Léo Pinheiro, OAS Group CEO            | Sidney Guedes         |
| Justizminister                               | Justizminister Rodrigo Janot           | Lionel Fischer        |
| Staatsanwalt Dimas Donatelli                 | Staatsanwalt Deltan Dallagnol          | Antonio Saboia        |
| Maria Tereza, Miller & Brecht Chefsekretärin | Maria Lúcia Tavares                    | Anna Cotrim           |
| Polizeichef Verena Cardoni                   | Polizeichef Erika Marena               | Caroline Abras        |
| Agent „China“                                | Newton Ishii                           | Fábio Yoshihara       |
| Plínio Brecht                                | Emílio Odebrecht                       | Cacá Amaral           |

## Rezeption
Das Filmportal Quotenmeter urteilt in einer Rezension, dass die „Wirkung als inner-lateinamerikanischer Beitrag zur öffentlichen Debatte“ um Korruption nicht zu unterschätzen sei. Das Streamingportal Netflix beweise „sehr viel Mut, wenn es als amerikanisches Unternehmen den Finger so schonungslos in eine ganz besonders schmerzhafte südamerikanische Wunde“ lege. Die Serie sei ein „einnehmendes, klug geschriebenes und schmissig inszeniertes Cop-Drama, das mit einschlägigen vergleichbaren Produktionen aus den USA locker mithalten“ könne und dessen Thema auch in Europa von Interesse sei.